# Alexandros Karageorgiou
Alexandros Karageorgiou (grško Αλέξανδρος Καραγεωργίου), grški lokostrelec, * 3. junij 1986. 
Sodeloval je na lokostrelskem delu poletnih olimpijskih igrah leta 2004, kjer je osvojil 32. mesto v individualni in 13. mesto v ekipni konkurenci.